# Hesperella maruyamai
Hesperella maruyamai es una especie de insecto coleóptero de la familia Chrysomelidae.
Fue descrita científicamente en 2005 por Takizawa.